# Challenger de Recanati 2014
El Guzzini Challenger 2014 fue un torneo de tenis profesional jugado en canchas de pista dura. Se disputó la 12.ª edición del torneo que formó parte del circuito ATP Challenger Tour 2014. Se llevó a cabo en Recanati, Italia entre el 14 y el 20 de julio de 2014.

## Jugadores participantes del cuadro de individuales

### Cabezas de serie
| País                  | Jugador                  | Rank1 | No |
| --------------------- | ------------------------ | ----- | -- |
| Bandera de Luxemburgo | Gilles Müller            | 84    | 1  |
| Bandera de Lituania   | Ričardas Berankis        | 141   | 2  |
| Bandera de Eslovaquia | Andrej Martin            | 166   | 3  |
| Bandera de Hungría    | Márton Fucsovics         | 167   | 4  |
| Bandera de España     | Adrián Menéndez-Maceiras | 175   | 5  |
| Bandera de Francia    | David Guez               | 182   | 6  |
| Bandera de Rusia      | Konstantin Kravchuk      | 193   | 7  |
| Bandera de Serbia     | Ilija Bozoljac           | 197   | 8  |

- 1 Se ha tomado en cuenta el ranking del día 7 de julio de 2014.

### Otros participantes
Los siguientes jugadores recibieron una invitación (wild card), por lo tanto ingresan directamente al cuadro principal (WC):
- Salvatore Caruso
- Antonio Massara
- Giacomo Miccini
- Stefano Napolitano

Los siguientes jugadores ingresan al cuadro principal con ranking protegido (PR):
- Kyle Edmund
- Sergei Bubka

Los siguientes jugadores ingresan al cuadro principal tras disputar el cuadro clasificatorio (Q):
- Filip Veger
- Victor Baluda
- Duilio Beretta
- Guillermo Durán

## Jugadores participantes en el cuadro de dobles

### Cabezas de serie
| País                    | Jugador         | País                  | Jugador          | Ranking1 | N.º |
| ----------------------- | --------------- | --------------------- | ---------------- | -------- | --- |
| Bandera de Argentina    | Guillermo Durán | Bandera de Argentina  | Máximo González  | 223      | 1   |
| Bandera de Uruguay      | Ariel Behar     | Bandera de Italia     | Alessandro Motti | 305      | 2   |
| Bandera del Reino Unido | Jamie Delgado   | Bandera de Luxemburgo | Gilles Müller    | 356      | 3   |
| Bandera de Rusia        | Victor Baluda   | Bandera de Perú       | Sergio Galdós    | 383      | 4   |

- 1 Se ha tomado en cuenta el ranking del día 7 de julio de 2014.

## Campeones

### Individual Masculino
- Gilles Müller derrotó en la final a  Ilija Bozoljac por 6-1 y 6-2.

### Dobles Masculino
- Ilija Bozoljac /  Goran Tošić derrotaron en la final a  James Cluskey /  Laurynas Grigelis por 5-7, 6-4, 10-5.